# 卡里索 (亞利桑那州)
卡里索（英語：Carrizo）是位於美國亞利桑那州希拉縣的一個人口普查指定地區。根據2010年美國人口普查，該地人口為127人，而該地的面積約為24.44平方千米。

## 地理
卡里索的座標為33°59′38″N 110°17′19″W / 33.99389°N 110.28861°W，而該地最高點為海拔高度1499米（即4918英尺）。